# Condado de Washington (Misuri)
El condado de Washington (en inglés: Washington County), fundado en 1813, es uno de 114 condados del estado estadounidense de Misuri. En el año 2008, el condado tenía una población de 24,548 habitantes y una densidad poblacional de 12 personas por km². La sede del condado es Potosi. El condado recibe su nombre en honor al primer Presidente de los Estados Unidos George Washington.

## Geografía
Según la Oficina del Censo, el condado tiene un área total de 1975 km² (762,5 mi²), de la cual 1967 km² (759,5 mi²) es tierra y 7 km² (2,7 mi²) (0.38%) es agua.

### Condados adyacentes
- Condado de Franklin (norte)
- Condado de Jefferson (noreste)
- Condado de St. Francois (este)
- Condado de Iron (sur)
- Condado de Crawford (oeste)

## Demografía
Según la Oficina del Censo en 2000, los ingresos medios por hogar en el condado eran de $29,166, y los ingresos medios por familia eran $34,727. Los hombres tenían unos ingresos medios de $26,241 frente a los $17,232 para las mujeres. La renta per cápita para el condado era de $16,852. Alrededor del 21.90% de la población estaban por debajo del umbral de pobreza.

## Transporte

### Carreteras principales
- Ruta 8. Potosi-Berryman
- Ruta 21. Caledonia-Potosi-De Soto
- Ruta 47. Kingston-Richwoods
- Ruta 185. Potosi-Sullivan
- Ruta 32. Caledonia-Belgrade-Belleview-Bismarck

## Localidades
| - Belgrade - Berryman - Cadet - Caledonia | - Courtois - Delbridge - Irondale - Mineral Point | - Palmer - Pea Ridge - Peoria - Potosi | - Quaker - Richwoods - Shirley - Tiff |

### Municipios
| - Belgrade - Bellview - Breton - Concord - Harmony - Johnson | - Kingston - Liberty - Richwoods - Union - Walton |